# Nadel

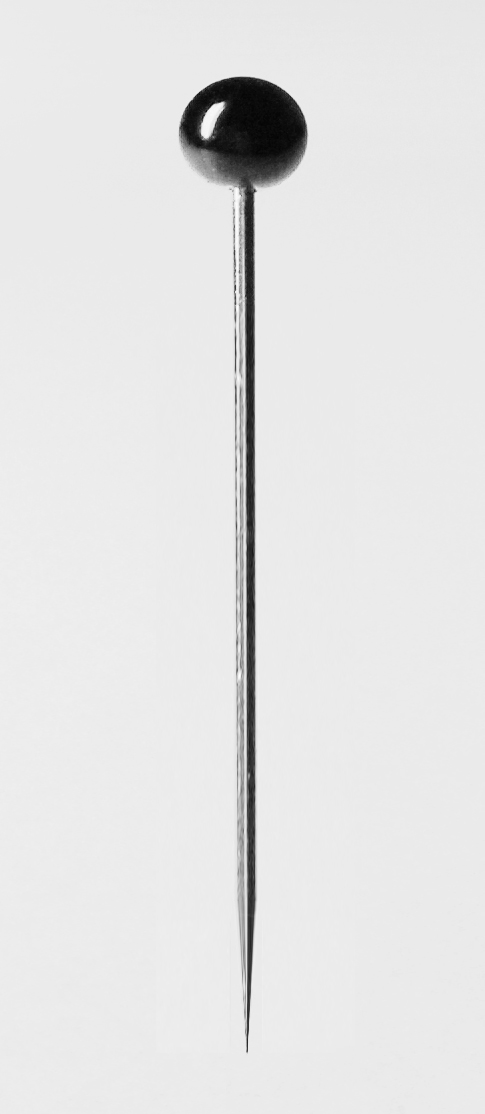
Stecknadel

Eine Nadel (als gemeingermanische Bezeichnung zur indogermanischen Wurzel nē-, „mit dem Faden arbeiten, nähen“, gebildet) ist ein längliches, dünnes Werkzeug aus hartem Material (früher Knochen, heute meist Metall) mit einer Spitze am unteren Ende. Als Nähnadel hat das längliche, runde oder flache Stechwerkzeug am oberen Ende eine Öffnung, das sogenannte Nadelöhr oder kurz: Öhr. Bei einer Stecknadel ist das obere Ende verdickt, um vor Verletzung der Finger zu schützen. Viele Gegenstände, die im weitesten Sinne eine ähnliche Form oder Funktion haben, werden ebenfalls als Nadeln bezeichnet.

## Geschichte

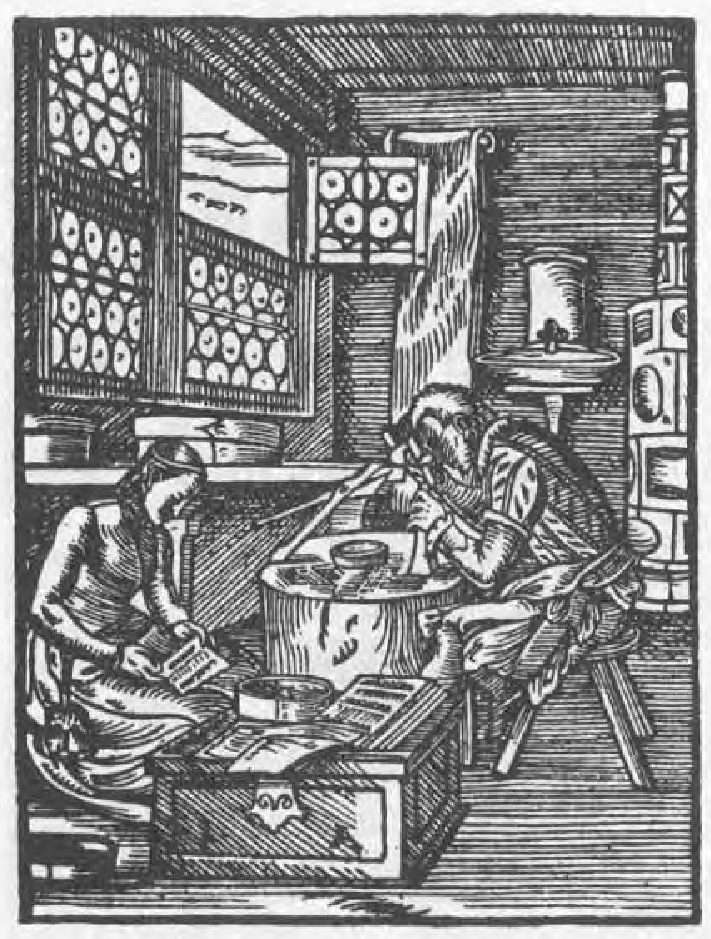
Der Nadler. (Frühneuzeitliche Darstellung und Text zur Nadelherstellung aus Eisen)
Ich mach Nadel auß Eysendrat / Schneid die leng jeder gattung glatt / Darnach ichs feyl / mach öhr vnd spitzn / Alßdann hert ichs ins Feuwers hitzn / Darnach sind sie feil / zu verkauffn / Die Krämer holen sie mit hauffn / Auch grobe Nadel nemmen hin / Die Ballenbinder vnd Beuwrin. (1568)

Die frühesten Nadeln mit einem Nadelöhr, die Öhrnadeln, waren Knochennadeln oder wurden aus dem Elfenbein von Mammuts hergestellt. Das mindestens 43.000 Jahre alte Exemplar aus den frühjungpaläolithischen Schichten des Strashnaya-Höhlenkomplexes im westlichen Altai gilt als die älteste Nähnadel der Welt.  Sie wurde aus der Wand eines Säugetier-Röhrenknochens gefertigt; das überschliffene Öhr ist vermutlich durch Benutzung ausgebrochen. Später, im Solutréen und im Magdalénien, wurden Nadeln in Span-Technik aus Knochen oder Geweih hergestellt und anschließend auf einem Stein geglättet. Ein solcher Glättstein für Nadeln ist zum Beispiel aus Les Eyzies (Magdalénien) überliefert. Das Öhr wurde durch Schaben, nicht durch Bohren erzeugt. Die Spitze der Nadel ist nicht immer mittig. Manche Nadeln sind abgebrochen, bei einigen wurde ein neues Öhr angebracht.
Nähnadeln finden sich zwischen MIS 3 und dem späten glazialen Maximum von Westeuropa bis China. Knochennadeln sind zum Beispiel in dem altsteinzeitlichen Abri am Petersfels im Hegau bei Ausgrabungen gefunden worden. Kostenki 15 in Russland lieferte einen Fund, der auf 35.000 BP datiert wird. Eine Nadel aus der Denissowa-Höhle im Altai kann wegen stratigraphischer Probleme nur grob auf den Zeitraum zwischen 43.000 und 28.500 datiert werden. In Armenien wurde in der Aghitu-3-Höhle am Vorotan in Schicht AH IIId eine Knochennadel mit einem Bruch durch das Öhr und einer stumpfen Spitze aus der Zeit zwischen 29.000 und 24,000 cal BP (Middle Upper Palaeolithic) gefunden. Nadeln aus der oberen Höhle von Choukoutien in China datieren zwischen 33.000 und 27.000 BP. In der neuen Welt stammen die ersten Nadeln aus dem jüngeren Dryas (Broken Mammoth, Alaska).
Die Erfindung der Nähnadel wird oft dem anatomisch modernen Menschen zugeschrieben, sie steht in Verbindung mit der Anfertigung eng anliegender Kleidung, die besonders in Zeiten extremer Kälte von Vorteil war. Der Gebrauch durchbohrter Gegenstände wird auch mit der „symbolischen Revolution“ im Jungpaläolithikum in Verbindung gebracht, allerdings meist für Schmuckstücke. Der israelische Historiker Yuval Noah Harari hält die Nadel für das entscheidende Objekt, mit deren Hilfe der aus Afrika stammende Homo sapiens die nördlichen Teile Europas und Asiens besiedeln und den Neandertaler verdrängen konnte, da er sich damit schützende Kleidung aus mehreren zusammengenähten Fellen und Tierhäuten anfertigen konnte. Die Neandertaler hingegen scheiterten an der Besiedlung polarnaher Zonen.
Die solutréenzeitlichen Schichten der Höhle El Mirón in Kantabrien enthalten auch eine Nadel mit Öhr. Hier wurden nur einige wenige, kurz genutzte Feuerstellen gefunden, dies und die spärlichen Funde deuten auf eine Nutzung als Jagdlager. Nadeln gehörten also scheinbar zur Grundausrüstung auf einem Jagdausflug, vermutlich, um zerrissene Kleidung reparieren zu können.
Mit dem Ende des Magdalénien verschwinden Knochennadeln in Europa aus dem archäologischen Fundgut, ob dies mit veränderter Kleidung im Zuge der klimatischen Erwärmung oder mit schlechteren Erhaltungsbedingungen zu tun hat, ist ungewiss. Die Spantechnik findet weiter Anwendung, aber nun für Projektilspitzen.
Die ältesten Nähnadeln hatten jedoch ein gespaltenes Ende für den „Faden“ aus Tierdarm oder Sehne. In den Spalt wurde der Faden eingeklemmt. Als Material für die Nähnadel dienten meist Knochen (Ren- und Wildpferdknochen), aber auch Geweih, Mammutelfenbein, Rippen oder Röhrenknochen von Hasen und Vögeln. Dickwandige Knochen (Geweih oder Elfenbein) wurden mit spanabhebenden Bearbeitungstechniken angepasst.
Die ältesten Kupfernadeln stammen aus der Zeit zwischen 3600 und 3200 v. Chr. aus Tepe Yahya in Iran. Kupferne Nähnadeln wurden auch in Naqada, Grab 63 (Ägypten) gefunden. Eine goldene Nähnadel aus Gizeh wird von dem Ausgräber in die 1. Dynastie datiert
In der Bronzezeit wurden Nähnadeln aus Bronze hergestellt. Funde stammen unter anderem aus der Wasserburg Buchau in Baden-Württemberg.
Die ersten Stahlnadeln wurden angeblich in China hergestellt. In römischer Zeit waren Damaskus und Antiochia am Orontes Zentren der Nähnadelherstellung. Eiserne Nähnadeln waren in allgemeinem Gebrauch, man fand sie zum Beispiel in Mucking in Essex. Römische Nähnadeln sind gewöhnlich zwischen 5 und 13,5 cm lang, der Unterschied zwischen Nähnadeln und medizinischem Gerät ist jedoch nicht immer klar, besonders bei längeren Exemplaren. Es wurden auch Nadeln aus Knochen hergestellt, die keine Rostspuren verursachten. Ein entsprechendes Exemplar stammt zum Beispiel aus Schichten des 3. Jahrhunderts in Vieux/Araegenuae. Auch hier ist der Unterschied zu Nadeln zum Netzeknüpfen und für Nadelbindung nicht einfach. In Pompeii wurden Nadeln aus Eisen und Bronze gefunden, nicht immer nur im häuslichen Kontext. Als Grabbeigaben sind Nähnadeln selten. Gelegentlich tauchen sie in militärischem Kontext auf, was zu der Theorie geführt hat, dass römische Soldaten ihre Kleidung selber reparierten. Nähnadeln aus Knochen und Bronze sind auch aus South Shields, den Römerlagern Ellingen, Vetera I, Rottweil und Oberstimm bekannt. Allison weist aber darauf hin, dass sich auch Frauen in militärischen Einrichtungen wie den Türmen des Hadrianswalls aufgehalten haben können.
Ab dem 14. Jahrhundert ist die Kenntnis belegt, eine Nadel aus geschmiedetem und zum Gebrauch gehärteten Eisendraht herzustellen (siehe dazu unter Abbildung: „Der Nadler“). Bronzenadeln sind aber auch im Mittelalter noch sehr häufig.

## Nadeln in der Textilverarbeitung

### Häkelnadel

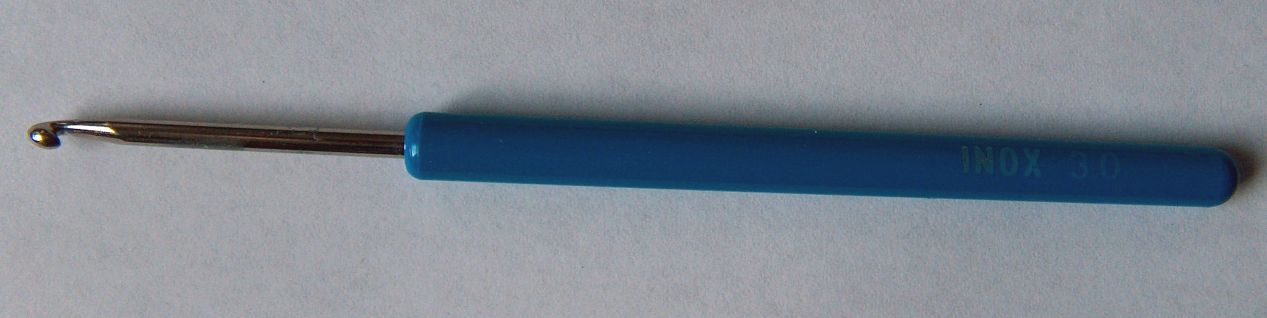
Häkelnadel

Die Häkelnadel besitzt an ihrem Ende einen Widerhaken, mit welchem ein Faden aufgenommen und durch eine bereits bestehende Masche gezogen wird. Sie wird hauptsächlich beim Häkeln eingesetzt, aber auch fürs Occhi oder mit der Strickliesel verwendet.

### Nähnadel

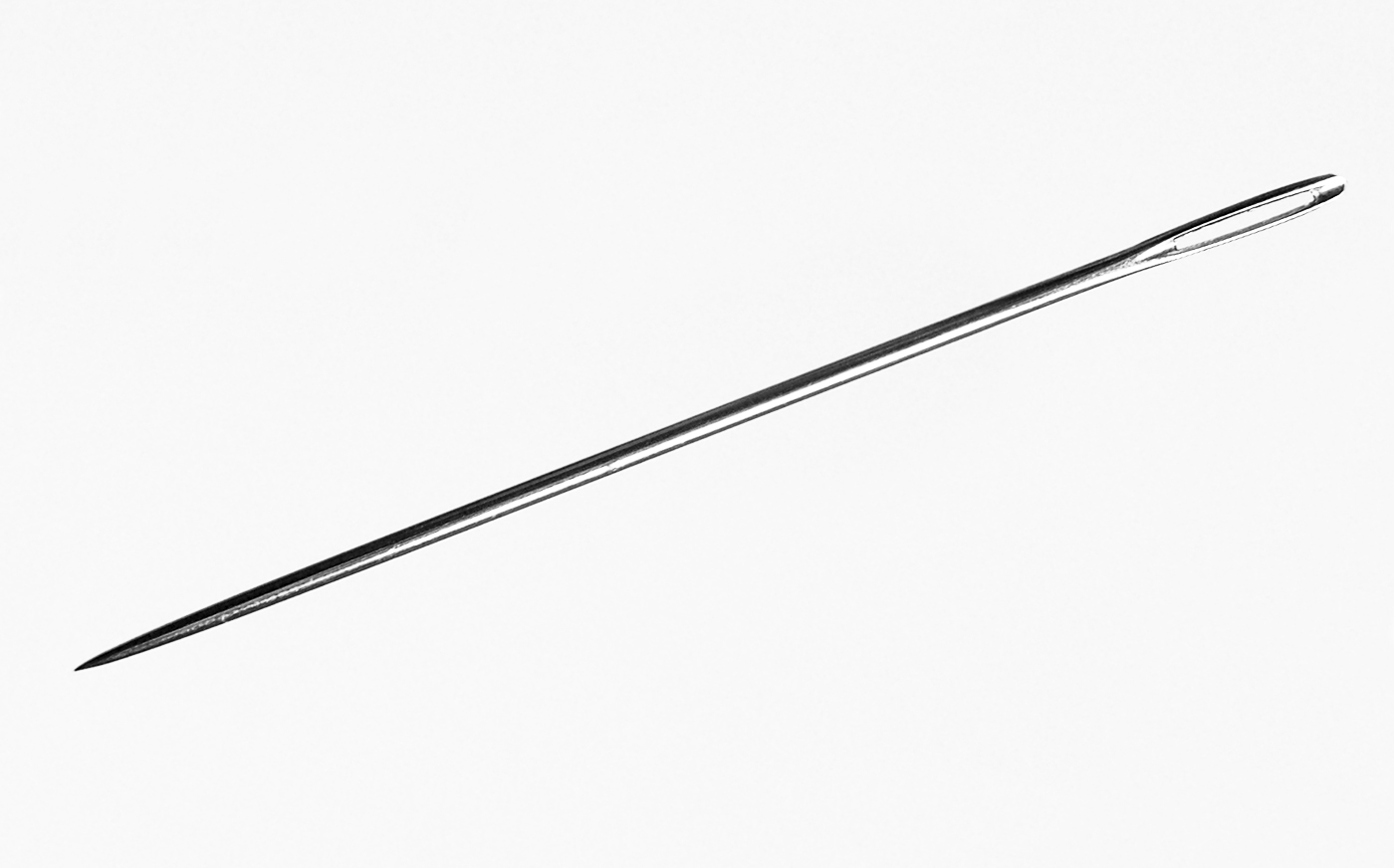
Nähnadel

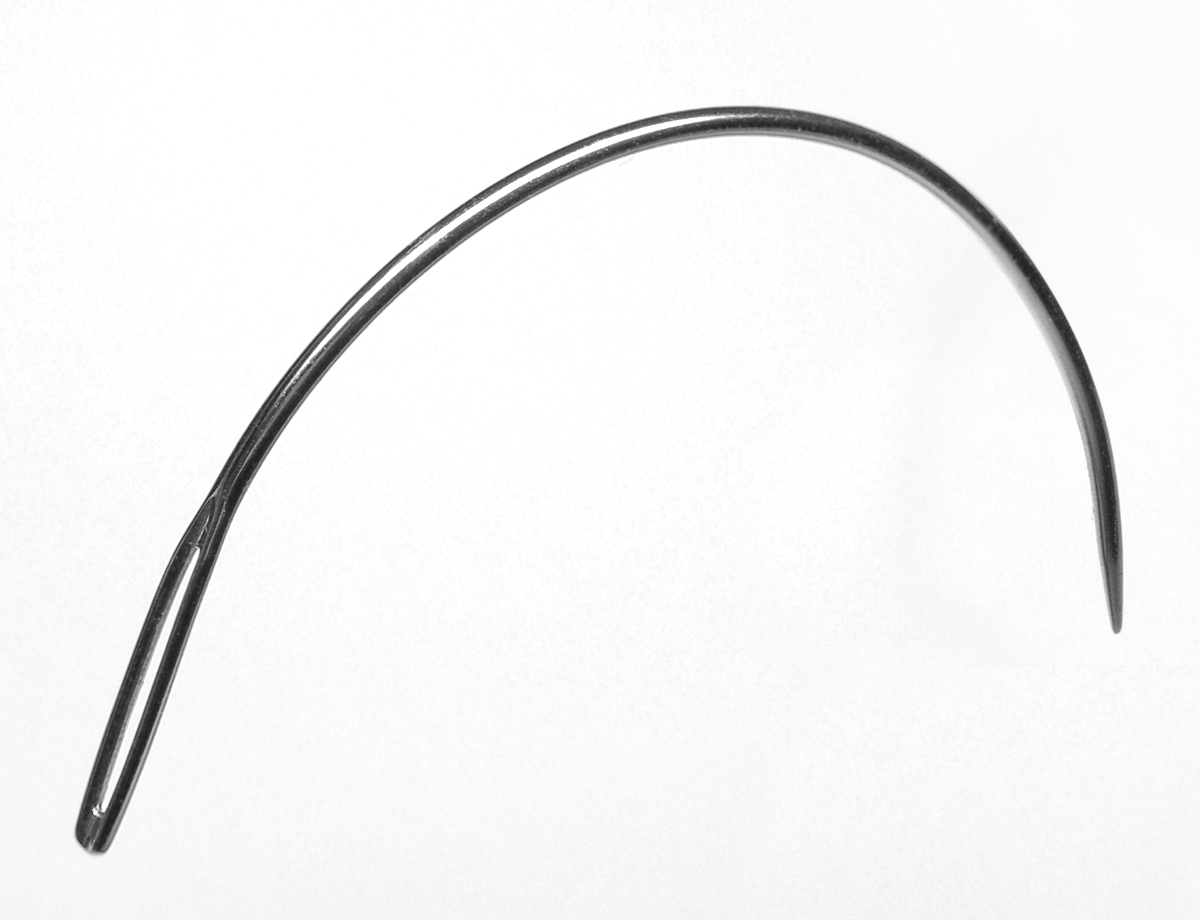
Rund- oder Polsternadel

Eine Nähnadel ist mit einem Nadelöhr an dem der Spitze entgegengesetzten Ende versehen. Sie dient zum Verbinden zweier Materialien, zumeist Stoffen, mit Hilfe eines Fadens. Diesen Vorgang bezeichnet man als Nähen. Nähnadeln werden auch zum Sticken verwendet.
Dazu wird zunächst ein Ende des Fadens in ausreichender Länge durch das Nadelöhr geschoben (selten auch verknotet). Durch Verwendung eines Einfädlers kann dieser Vorgang vereinfacht werden. Anschließend werden die beiden Materialien an der Stelle übereinandergelegt, an der sie durch den Faden entlang einer Linie, der späteren sogenannten Naht, zusammengehalten werden sollen. Dann wird mit der spitzen Seite der Nadel am Anfang der Linie durch beide Stoffe hindurchgestochen und der Faden fast vollständig durch beide Materialien gezogen. Durch mehrere solcher Nadelstiche, die zumeist abwechselnd die Materialoberflächen erst von der einen und dann von der anderen Seite entlang der Naht durchstoßen, werden die Materialien nun zusammengefügt.
Es kommt immer wieder vor, dass Nähnadeln oder deren Bruchstücke, z. B. in der Kindheit beim Spielen oder unbemerkt im späteren Leben, in den menschlichen Körper eindringen und dort verbleiben. Viele Patienten werden erst durch Röntgenaufnahmen darauf aufmerksam, eine operative Entfernung ist zu erwägen.
Nähnadeln wurden in den letzten Jahrzehnten aus verschiedenen Materialien zusammengesetzt; in den 1960er und 1970er Jahren wurden Nickel-, Chrom- und andere als allergieauslösend geltende Metalllegierungen verwendet.
Die Dreikantnadel, auch Kürschnernadel, hat anstelle einer runden eine dreieckige Spitze. Da sie das Material nicht dehnt, sondern zerschneidet, sind die damit hergestellten Handnähte weniger haltbar. Sie wird beim Pelznähen nur für sehr schwer zu stechende Pelzmaterialien mit extrem dickem Leder eingesetzt. In früheren Jahren diente sie vor allem zum Nähen von schweren Kutscherpelzen und Pelzdecken (Bärenfelle). Die ungarischen Kürschner benutzten Dreikantnadeln, die sie während ihrer Arbeit immer wieder von Neuem spitz anschliffen, zum Nähen ihrer reich und dicht bestickten Lammmäntel, den Bundas. Als man begann, leichte Merinolammfelle zu verwenden, war dies nicht mehr möglich, weil die Stiche das dünnere Leder zerreißen. Die moderne Pelzzurichtung liefert heute leichte und weiche Leder, deshalb sollte die Dreikantnadel möglichst nicht mehr verwendet werden.
Dreikantige Nadeln, jedoch mit stumpfen Schneiden, werden zum Nähen (mit der Hand) von Segeltuchen in der Schifffahrt verwendet.
Als Nähhilfe beim Handnähen dienen unter anderem Fingerhüte oder Nähringe. Der Aufbewahrung von Näh- und Stecknadel dienen Nadelkissen, Nähkästchen oder eine magnetische Schale.

### Nähmaschinennadel

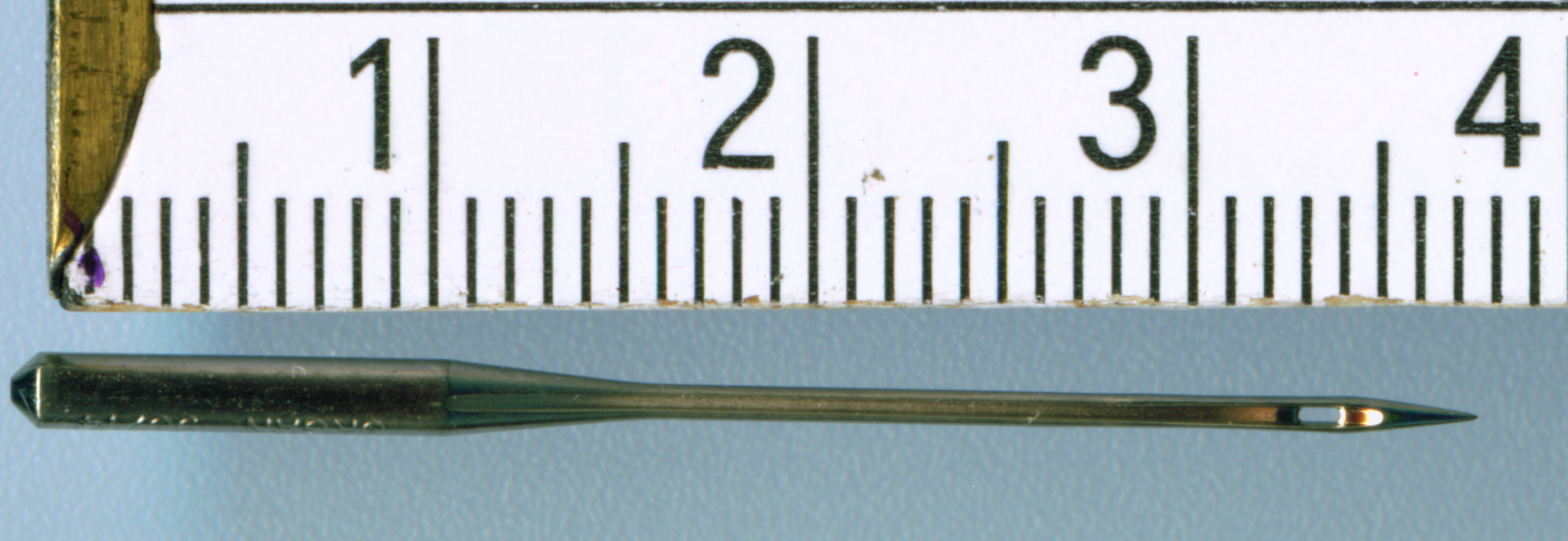
Nähmaschinennadel Größe 90/14

Die technische Weiterentwicklung der Nähnadel für die Nähmaschine ist die zugehörige Nähmaschinennadel. Die Anforderungen an dieses Maschinenelement sind erheblich: Bei Industrienähmaschinen sind bis zu 10.000 Stiche pro Minute möglich, gleichzeitig ist der Faden mit hoher Geschwindigkeit durch das Nadelöhr zu führen sowie die zu verbindenden Textilien zu durchstoßen. Daher muss die Nähmaschinennadel mit hoher Präzision gefertigt werden, auch an ihren Werkstoff und an ihre äußere Form werden hohe Anforderungen gestellt. Nähmaschinennadeln werden mit unterschiedlichen Durchmessern und Ausformungen der Nadelspitzen hergestellt, um je nach verwendeten Textilien optimale Nähergebnisse liefern zu können.
Die vielseitigen Entwicklungen spezieller Einsatzgebiete von Nähmaschinen erforderten die Konstruktion unterschiedlichster Nähnadeln. So wurde für die maschinelle Handnaht eine Nadel entwickelt, die an beiden Enden jeweils eine Nadelspitze und das Nadelöhr in der Nadelmitte hat. Diese wird durch zwei Maschinenzangen durch das Nähgut geschoben. Für Zierstichmaschinen und andere Spezialmaschinen werden Hakennadeln ohne Zunge hergestellt. Gebogene Nadeln werden für Blindstich- und Pikiermaschinen, auch für Heftmaschinen hergestellt. Diese Bauform findet man teilweise auch bei Überwendlichmaschinen und bei Sackzunähmaschinen.
Die gebräuchlichste Nähmaschinennadel ist die gerade Nadel, bestehend aus dem Kolben, dem Konus, dem Schaft, der Öhrpartie und der Nadelspitze. Das Öhr befindet sich dabei nahe der Spitze. Der Kolben ist der dickste Teil der Nadel, weil hier das Ausgangsmaterial, runder Draht, noch nicht „reduziert“ (dünner durch Schmieden) gemacht wurde. Der Kolben wird immer in die Nadelhalterung der Nähmaschine bis zum Anschlag eingeführt und befestigt. Der Konus ist der Übergang vom Kolben zum Schaft, die Nadelstärkenbezeichnung bezieht sich auf den Schaftdurchmesser. Stärke 55 = 0,55 mm Durchmesser an dieser Stelle, Stärke 250 = 2,5 mm. Diese Zahl lässt auf die Größe des Einstichloches im Nähgut schließen, sofern sie nicht durch die Nadelspitze oder die Öhrpartie mit beeinflusst wird. Es wird oft mit möglichst dünnen Nadeln genäht, die wenig Schäden im Nähgut verursachen.
Der Kolben ist oft auf einer Seite flachgeschliffen (Flachkolben). Das soll verhindern, die Nadel falsch einsetzen zu können; auch schräge und unterbrochene Flächen sind üblich. Das soll bei zu lose angezogener Nadelbefestigungsschraube das versehentliche Lösen der Nadel verhindern. Die lange Rille im Schaft dient für die Aufnahme des Nadelfadens während des Ein- und Ausstichs. Bei manchen Nadeln gibt es aus dem gleichen Grund eine zweite, aber kürzere Rille auf der gegenüberliegenden Seite. Der Nadelfaden darf in den Rillen nicht klemmen, sonst ist die Nadelstärke zu klein gewählt, was zu Nähstörungen führt. Die Hohlkehle dicht über dem Nadelöhr ist dafür gedacht, die Greiferspitze möglichst dicht bis „in die Nadel hineinstellen“ zu können, um die sichere Übernahme des Nadelfadens auf den Greifer zu ermöglichen.
Die Öhrpartie ist glatt (poliert), um Faden und Nähgut nur wenig zu verschleißen. Die Anwendung, nämlich Maschinenkonstruktion und Nähgut, bestimmt die Form. Oft werden „Rundspitzen“ eingesetzt, die in dünnen Nadelstärken dennoch spitz sind. Bei dickeren Nadeln variiert der Grad der Rundung, um Beschädigungen des Nähgutes zu verringern. „Schneidnadeln“, die anstelle einer Spitze eine Schneide haben, werden gelegentlich im Lederwarenbereich für Zierstiche in der Stärke 130 – 160 eingesetzt. Auch in anderen Bereichen (Verschließen von Säcken) findet man Schneidnadeln.

#### Nadelbezeichnungen für Haushaltsnähmaschinen
Für Haushaltsnähmaschinen sind zwei Nadeltypen üblich:
- System 130 / 705 H (Flachkolben)
- System 287 WH (Rundkolben = 1738 A)

Davon ist das System 130 / 705 weiter verbreitet. Dieser Bezeichnung können weitere Buchstaben angefügt sein, mit folgender Bedeutung:
Nähnadeln sind häufig mit Farben kodiert, die sich am oberen Teil der Nadel befinden. Fehlt dieser Farbring, handelt es sich in der Regel um eine Universal- oder Jersey-Nadel.
| Kurzzeichen | Farbkodierung | Anwendungsgebiet                                                                                         |
| ----------- | ------------- | --- |
| H           | keine         | steht für Hohlkehle, ohne weitere Angaben handelt es sich um eine Universalnadel mit normaler Rundspitze |
| H-E         |               | Stickerei, Ziersticknadel                                                                                |
| H-J         |               | Jeans, Jeans-Nadel mit spitzer Rundspitze und stärkerem Schaft                                           |
| H-M         |               | Microfaser, Microtex-Nadel mit spitzer Rundspitze                                                        |
| H-Q         |               | Wattieren, Steppnadel                                                                                    |
| H-S         |               | Nadel für dehnbare Stoffe, mit kleiner Kugelspitze                                                       |
| H-SUK       |               | Kugelspitznadel, mit mittlerer Kugelspitze                                                               |
| H-LL        |               | Leder |

Zusätzlich wird die Stärke der Nadel in 1/100 Millimeter angegeben. Beispielsweise 70 = 0,7 mm oder 100 = 1,0 mm. In den USA wird die Größe meist mit zwei Zahlen angegeben, beispielsweise 12/80. Beides bezeichnet die gleiche Nadelstärke: die erste Zahl nach dem veralteten Singer-Standard, die zweite Zahl nach dem modernen NM-Standard in 1/100 Millimetern.
Die Breite des Nadelöhrs beträgt normalerweise 40 % des Nadeldurchmessers. Bei einer 100er Nadel mit 1 mm Durchmesser ist das Nadelöhr also 0,4 mm breit.

### Stopfnadel
Die Stopfnadel ist eine spezielle Nähnadel mit abgerundeter Spitze zum Stopfen von Socken und Strümpfen.

### Nähahle
Schon der Neandertaler benutzte Ahlen aus Knochen (ohne Öhr) als „Vorläufer“ der Nähnadeln, die vor allem der Herstellung der Fellkleidung dienten. Noch heute werden Nähahlen in der Lederverarbeitung und an groben Materialien verwendet. Moderne Nähahlen ähneln gebräuchlichen Maschinennadeln: Sie sind deutlich dicker und länger, haben eine Fadenrille und das Öhr nahe der Spitze. Außerdem sind sie mit einem Griff (Heft) versehen, der bei einigen Modellen auch eine Garnspule aufnehmen kann.

### Schaffnadel
Die Schaffnadel war ein Utensil in der Strumpfwirkerei.

### Gewandnadel

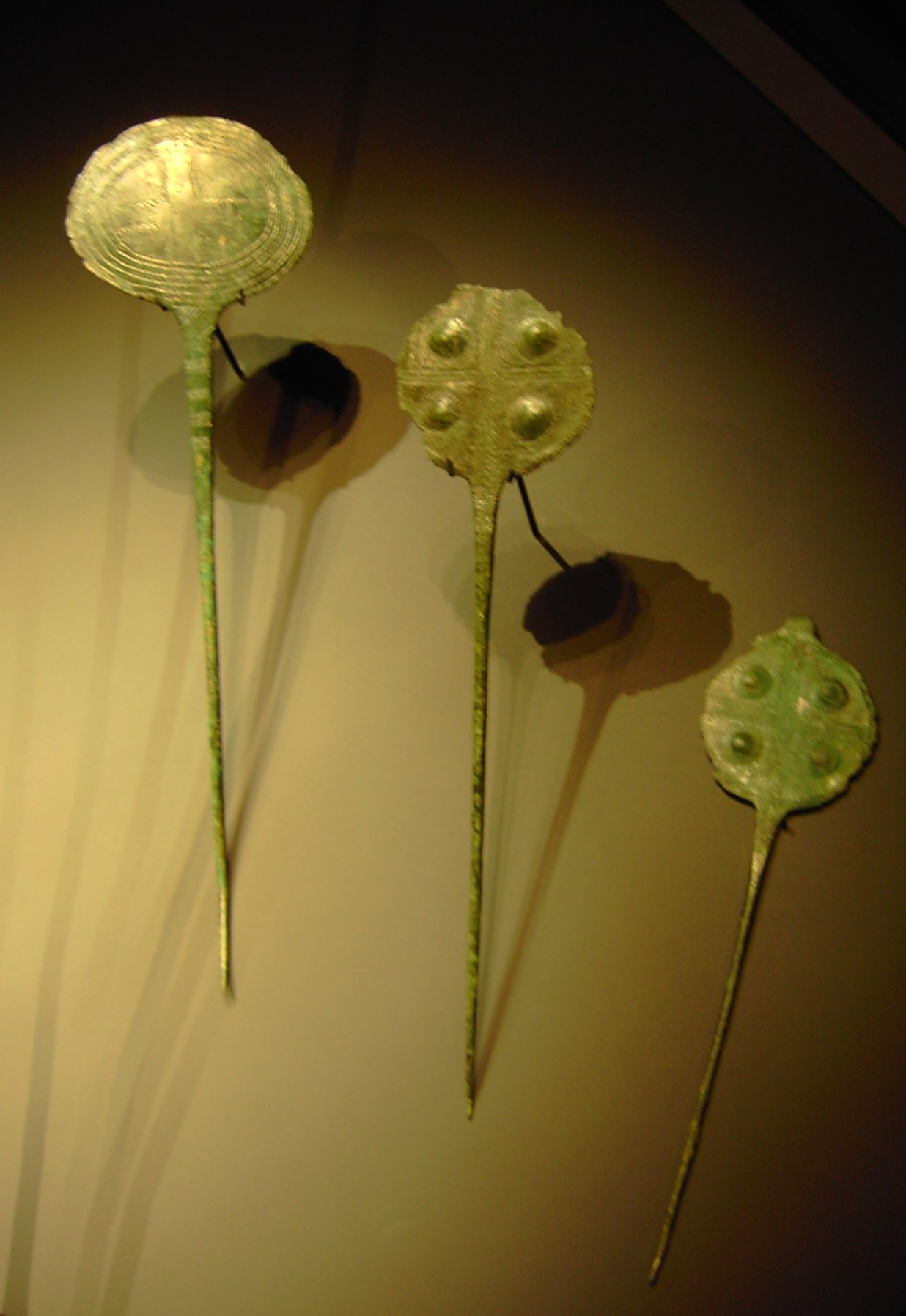
Scheibenkopfnadeln

Gewandnadeln dienen dazu, Kleidungsstücke zusammenzuhalten. Gewandnadeln aus Kupfer und später Bronze finden sich seit der Bronzezeit. Ihre Formen sind schnellem Wandel unterworfen, daher dienen sie oft als Datierungshilfe. Gewandnadeln treten einzeln oder paarig auf, meist im Schulterbereich. Sie werden ab der Eisenzeit weitgehend durch Fibeln abgelöst.
| Periode                | Nadeltyp |
| ---------------------- | --- |
| Frühbronzezeit         | Ruderkopfnadel, Schleifennadel, Horkheimer Nadel, Ösenkopfnadel, Scheibenkopfnadel, schräg durchlochte Kugelkopfnadel, Lochhalsnadel |
| Hügelgräber-Bronzezeit | Radnadel, Nadel mit geripptem Kolbenkopf                                                                                             |
| Urnenfelderzeit        | Mohnkopfnadel, Vasenkopfnadel |

### Sicherheitsnadel

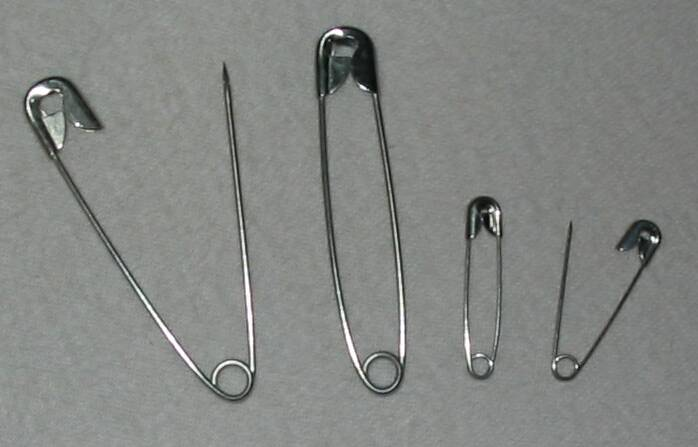
Sicherheitsnadeln

Eine Sicherheitsnadel oder auch Schließnadel dient ähnlich wie die Stecknadel dem provisorischen Aneinanderheften zweier Textilien. Sie ist jedoch gebogen, ihre Spitze wird in eine Kapsel gesteckt, so dass der Stoff nicht herausgleiten kann. In ihrer Mitte ist der Nadelschaft zu einer federnden Spirale gebogen oder mit einer Kugel versehen, um ein Einklemmen des Stoffs zu verhindern. Bei der Duplex-Sicherheitsnadel kann die Nadelspitze von beiden Seiten in die Kapsel geführt werden, bei der Simplexnadel nur von einer Seite.

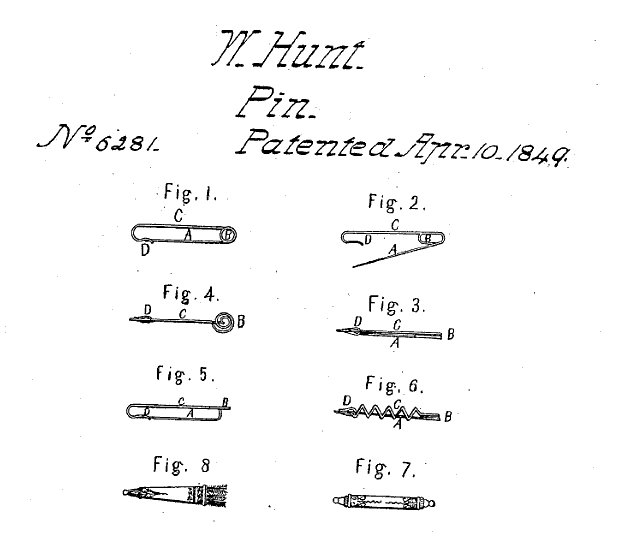
Patent für Hunts Sicherheitsnadel

Die Fibel gilt als älteste Form einer Sicherheitsnadel; erste Funde stammen aus der späten Bronzezeit. Die Sicherheitsnadel in der heutigen Form wurde 1849 von dem amerikanischen Mechaniker Walter Hunt erfunden. In Frankreich heißt sie daher bis heute épingle anglaise, englische Nadel.

### Stecknadel

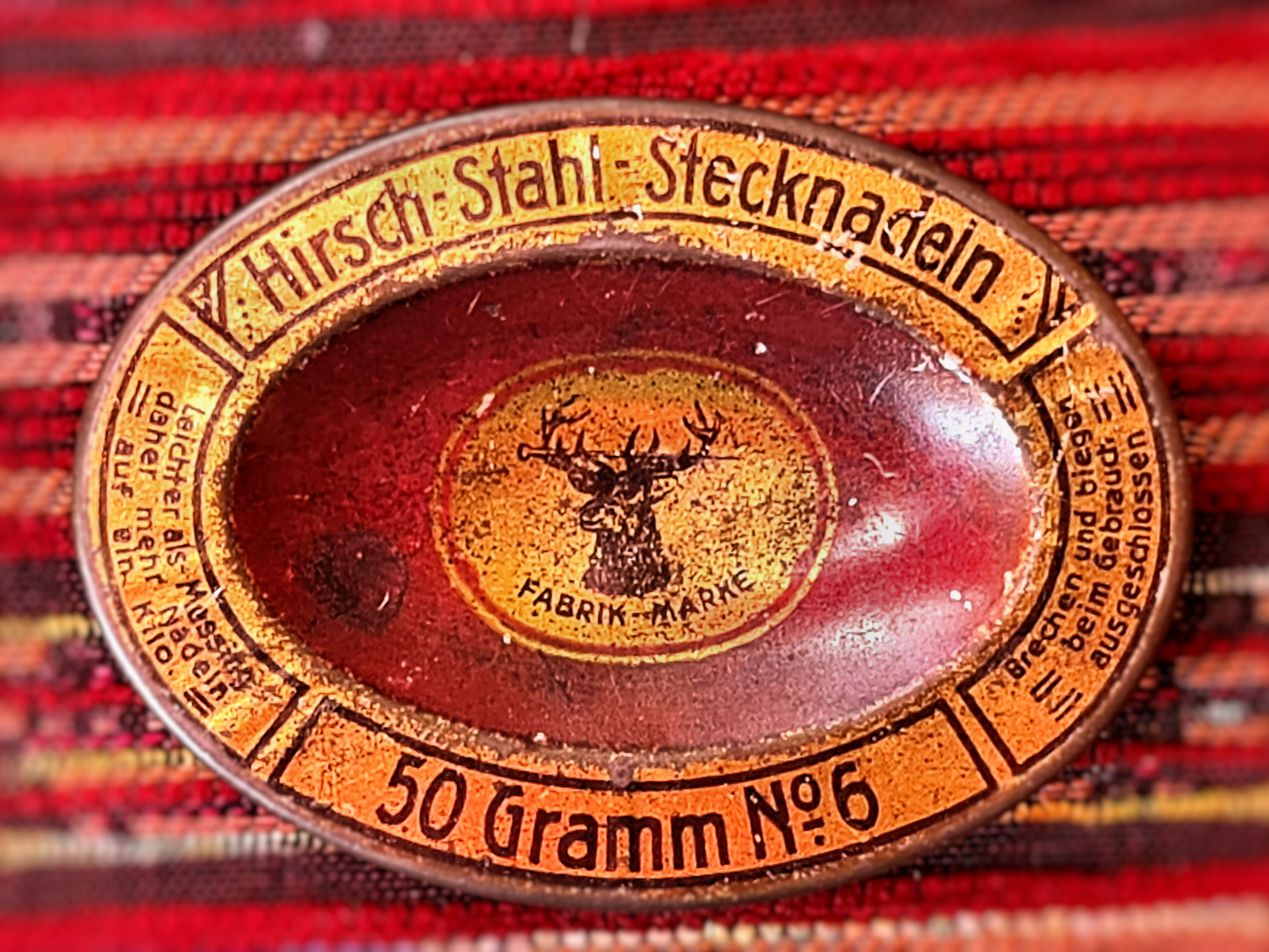
Hirsch-Stahl-Stecknadeln
50-Gramm-Blechschachtel, ca. 1880

Die Stecknadel dient vor allem zum Aneinanderheften zweier Textilien vor dem Vernähen. Sie besitzt am Griffende einen Kopf, der sie leichter greifbar macht und ein Durchrutschen durch den Stoff verhindert. Neben anderen Anwendungsmöglichkeiten lassen sich Stecknadeln beispielsweise anstelle von Reißzwecken an Pinnwänden verwenden.
Stecknadeln, in der Regel aus gehärtetem Stahl, sind heute meist vernickelt und dadurch rostgeschützt oder selten blank. Nadeln aus Aluminium oder weichem Eisen verbiegen sich leicht, können jedoch mit einem Seitenschneider recht einfach gekürzt werden.
Mit steigendem Durchmesser sind auch Längen bis über 5 cm möglich. Besonders feine und 2 cm kurze Nadeln werden zum schonenden Aufspannen eines Herrenhemds auf einen Karton verwendet, bevor es in einen Klarsichtsack als Verkaufsverpackung kommt.
Der Kopf kann koaxial linsenförmig aus Metall gefertigt sein und verträgt dann auch den Schlag eines leichten Hammers. Andererseits kann der Kopf aus einer aufgeschmolzenen Glaskugel gefertigt sein, deren Sprödheit hingegen keinen harten Anschlag verträgt. Ebenfalls bunt können kugelige oder auch tropfenförmige Köpfe aus angegossenem Kunststoff hergestellt werden.
Stecknadeln gänzlich aus relativ weichem Kunststoff mit flach angegossener, eingedellter Griffscheibe werden mit Lockenwicklern aus Kunststoff verwendet.

### Stricknadel
Stricknadeln sind das hauptsächliche Werkzeug beim Stricken. Je nach Zweck und Arbeit werden verschiedene Modelle benutzt: Das Grundmodell, zwei lange, gerade Stricknadeln mit einem Knopf an einem Ende, der das Herausrutschen der Handarbeit verhindert.
Um Socken oder andere Rundstücke mit relativ kleinem Durchmesser zu stricken, wird ein Nadelspiel, bestehend aus fünf Nadeln mit Spitzen auf beiden Seiten verwendet. Nadelspiele gibt es in Längen von 10–40 cm. Es gibt auch Nadelspiele mit nur 3 Nadeln und flexiblem Mittelteil. Die sind für Strickanfänger leichter zu handhaben als 5 Nadeln und man ist auch schneller damit, weil weniger Nadelwechsel erforderlich sind. Diese Nadeltrios gibt es in Längen von 20–30 cm und man kann damit Fingerhandschuhe, Stulpen, Socken, Mützen oder Ärmel stricken.
Für größere Rundstrickarbeiten wie Pullover oder Jacken dienen sogenannte Rundstricknadeln. Diese bestehen aus einem flexiblen Mittelteil sowie zwei jeweils endständigen relativ kurzen Nadeln.
Es gibt auch Nadelsets mit austauschbaren Nadeln und Seilen – verschieden dicken Nadelpaaren, die mittels verschiedenen Techniken für Wunschdurchmesser und -länge beliebig zusammengesetzt werden können. Damit beim Stricken kein Torsionsmoment auf die Gewinde wirken kann, weisen die einige Nadeln je ein Drehgelenk auf.
Typische Gesamtlänge betragen 40, 60, 80, 100 und 150 cm für Strickarbeiten mit ähnlichem Umfang. Es gibt aber auch 20 cm sowie auch 250 cm Rundstricknadeln.
Mit einer Rundstricknadel kann man wie mit sogenannten Jackennadeln auch hin und her stricken. Rundstricknadeln sind dabei besonders komfortabel, denn nur ein Teil der Breite des Strickguts wird mit den Nadeln mitbewegt und es können keine Maschen durch Abrutschen von einer Nadel verloren gehen.
Stricknadeln gibt es aus verschiedenen Materialien wie Metall, Kunststoff, Bambus und Olivenholz. Welches Material man wählt, ist abhängig von den eigenen Vorlieben und ganz entscheidend von dem zu verstrickenden Garn. Das „Werkzeug“ muss zum Projekt passen, denn Stricken macht keinen Spaß, wenn das Garn nicht gut über die Nadel rutscht.

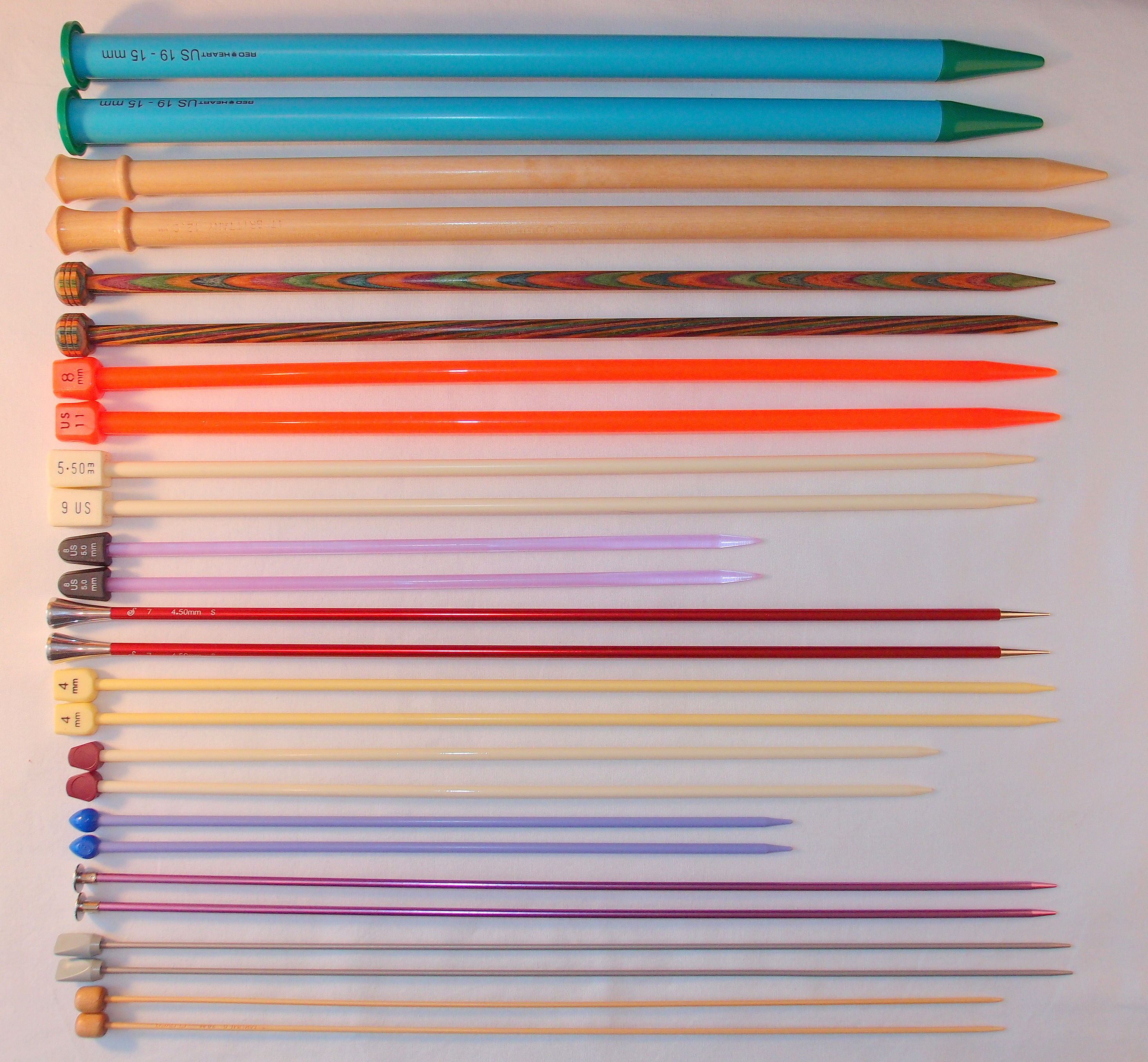
Stricknadeln
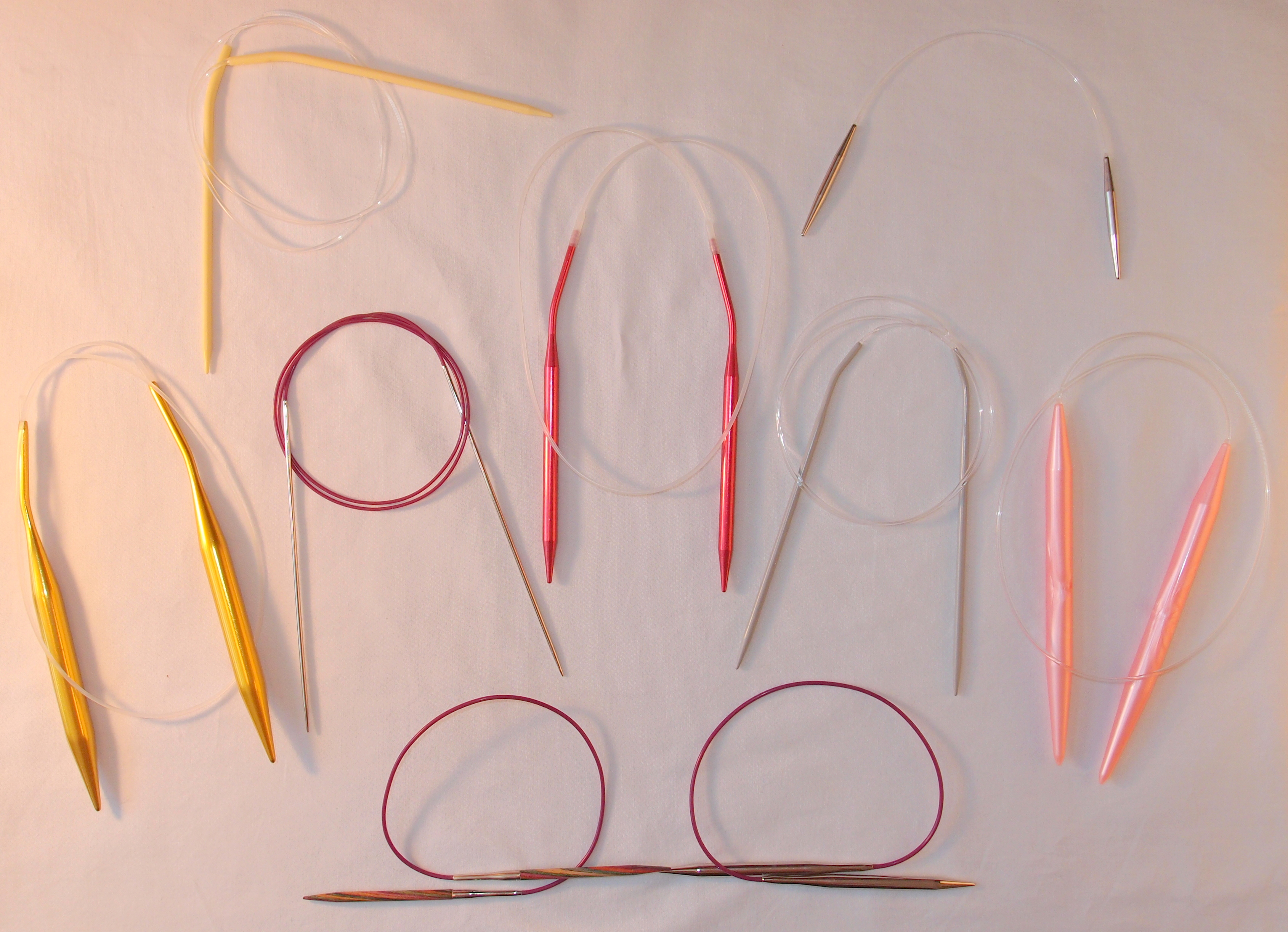
Rundstricknadeln
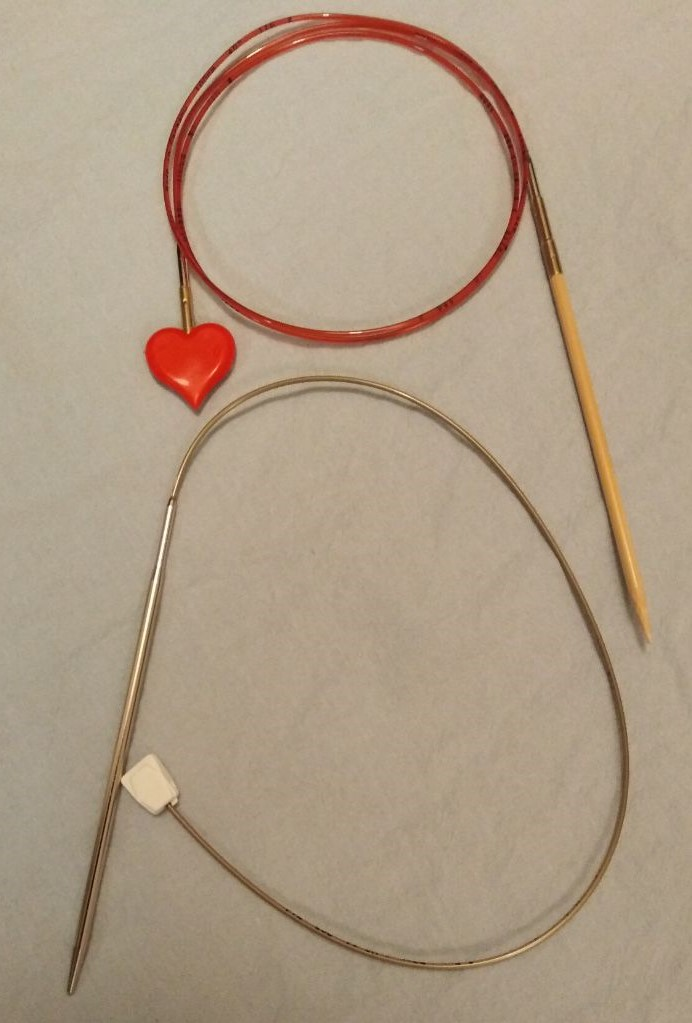
Flex-Jackenstricknadeln
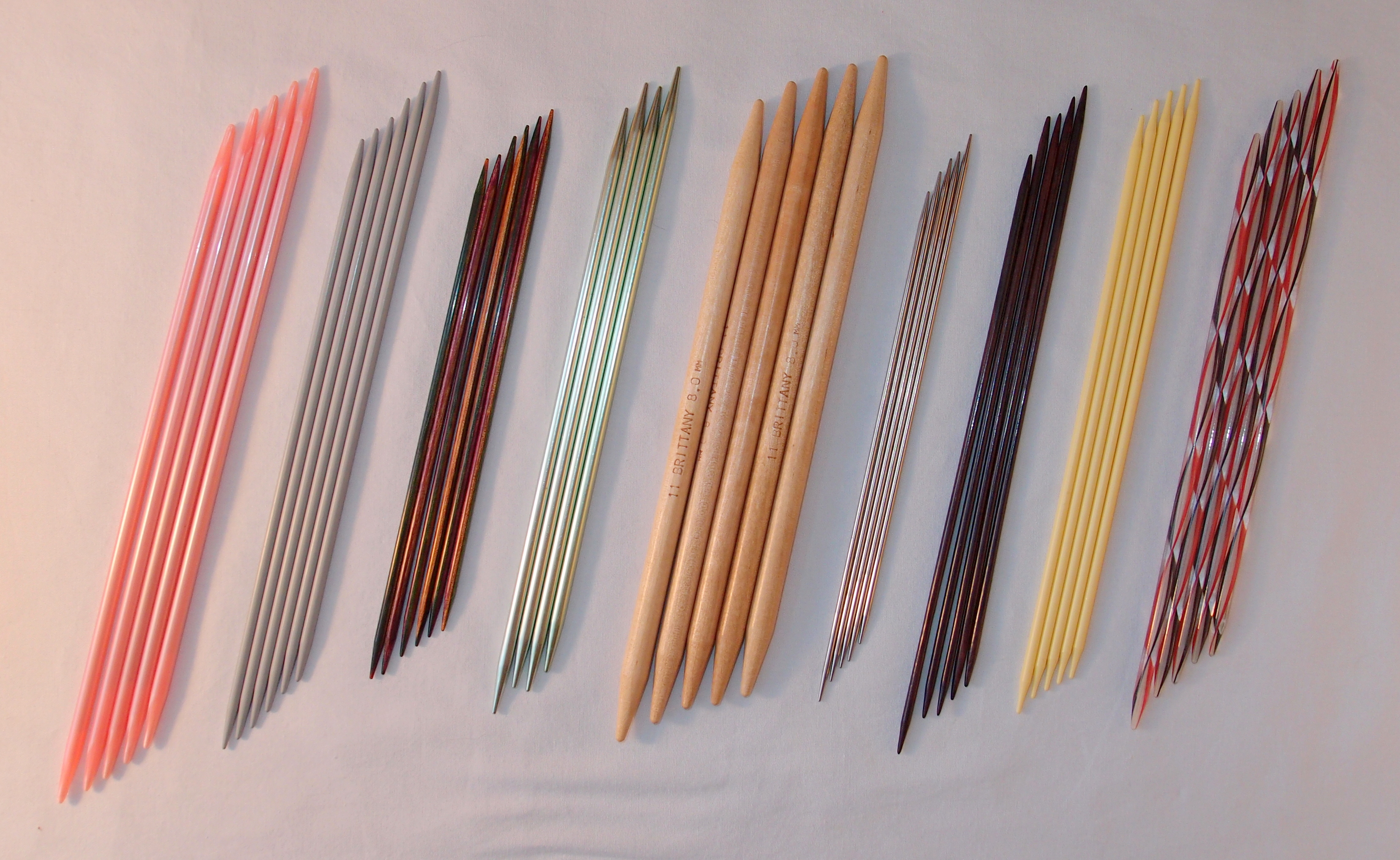
Stricknadelspiele
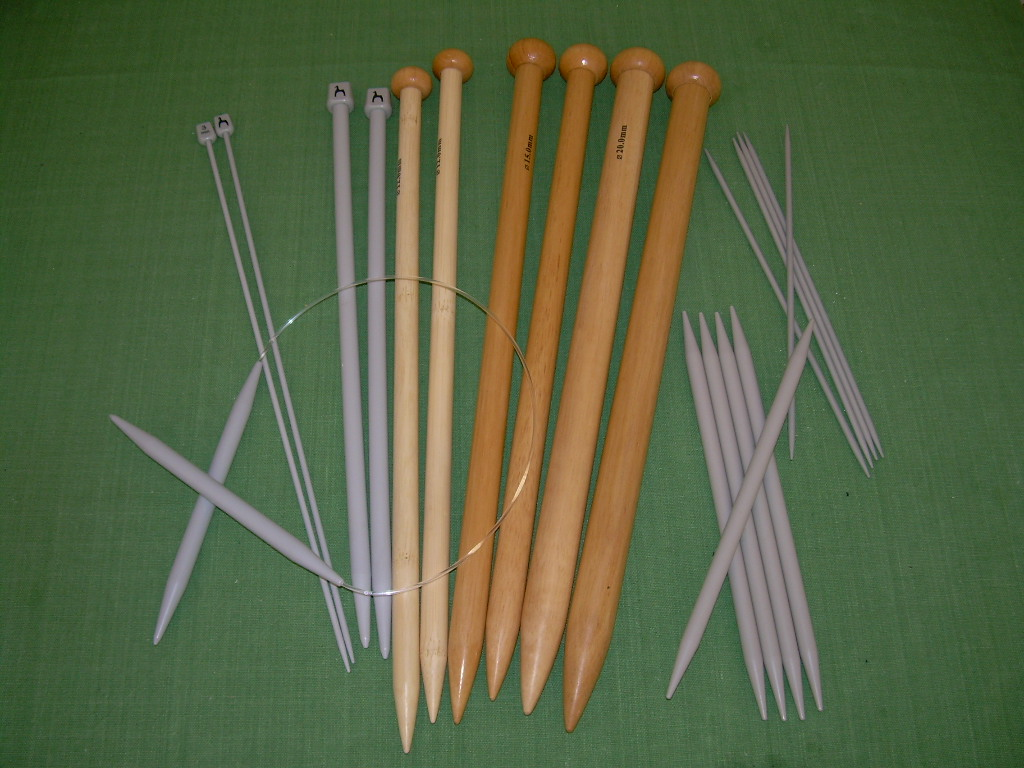
Stricknadeln und Nadelspiele aus Bambus

### Zungennadel
Die Zungennadel ist eine mit einer Rückhaltevorrichtung ausgerüstete Stricknadel, die beim maschinellen Stricken zum Einsatz kommt.

## Nadeln als Modeaccessoire
- Anstecknadeln dienen dem Anbringen von Schmuckstücken oder politischer Botschaften an der Kleidung der Trägerin oder des Trägers. Siehe Brosche, Pin oder Ehrennadel.
- Haarnadeln dienen dem Hochstecken der Haare und waren bereits in der Antike ein wichtiges Modeaccessoire.
- Die Krawattennadel ist ein Schmuckstück für Herren, das an der Krawatte angebracht wird.
- Mit Hutnadeln verankern Frauen ihre Hüte in der Frisur.
- Versaces Sicherheitsnadelkleid wurde durch Nadeln zusammengehalten.

## Nadeln in der Medizin

### Injektionsnadel
Eine Sonderform der Nadel ist die Injektionsnadel (Kanüle, Hohlnadel). Sie besteht aus einem schräg abgeschnittenen dünnen Röhrchen, durch das nach dem Einstechen Flüssigkeit (selten Gas) injiziert oder abgesaugt werden kann. Die Hauptanwendung liegt in der Medizin als Teil einer Spritze, sie wird jedoch auch in anderen technischen Prozessen verwendet. Bei den Kanülen gibt es verschiedene Möglichkeiten für den Anschliff der Spitze.
Zum Legen von peripheren Venenkathetern werden spezielle Kanülen verwendet (oft nach dem größten Hersteller als „Braunüle“ bezeichnet), die zusätzlich von einem Kunststoffrohr umgeben sind, das 2 bis 3 mm kürzer ist, als die Metallkanüle. Nach dem „Anstechen“ (Punktieren) der Vene wird die Metallkanüle herausgezogen, das Kunststoffröhrchen, welches die hintere Venenwand nicht durchsticht und gering biegsam ist, wird auf der Haut fixiert und kann ohne Wechsel einige Tage verbleiben.
Eine Sonderform der Injektionsnadeln sind die beidseitig scharf angeschliffenen Nadeln für Karpulenspritzen. Weiterhin gibt es dünne Nadeln für die Feinnadelbiopsie. Für die Lumbalpunktion gibt es ebenfalls spezielle, besonders lange und dünne Kanülen mit Mandrin, welcher während der Punktion das Verstopfen verhindern soll und die eigentliche Kanüle mechanisch stabilisiert.

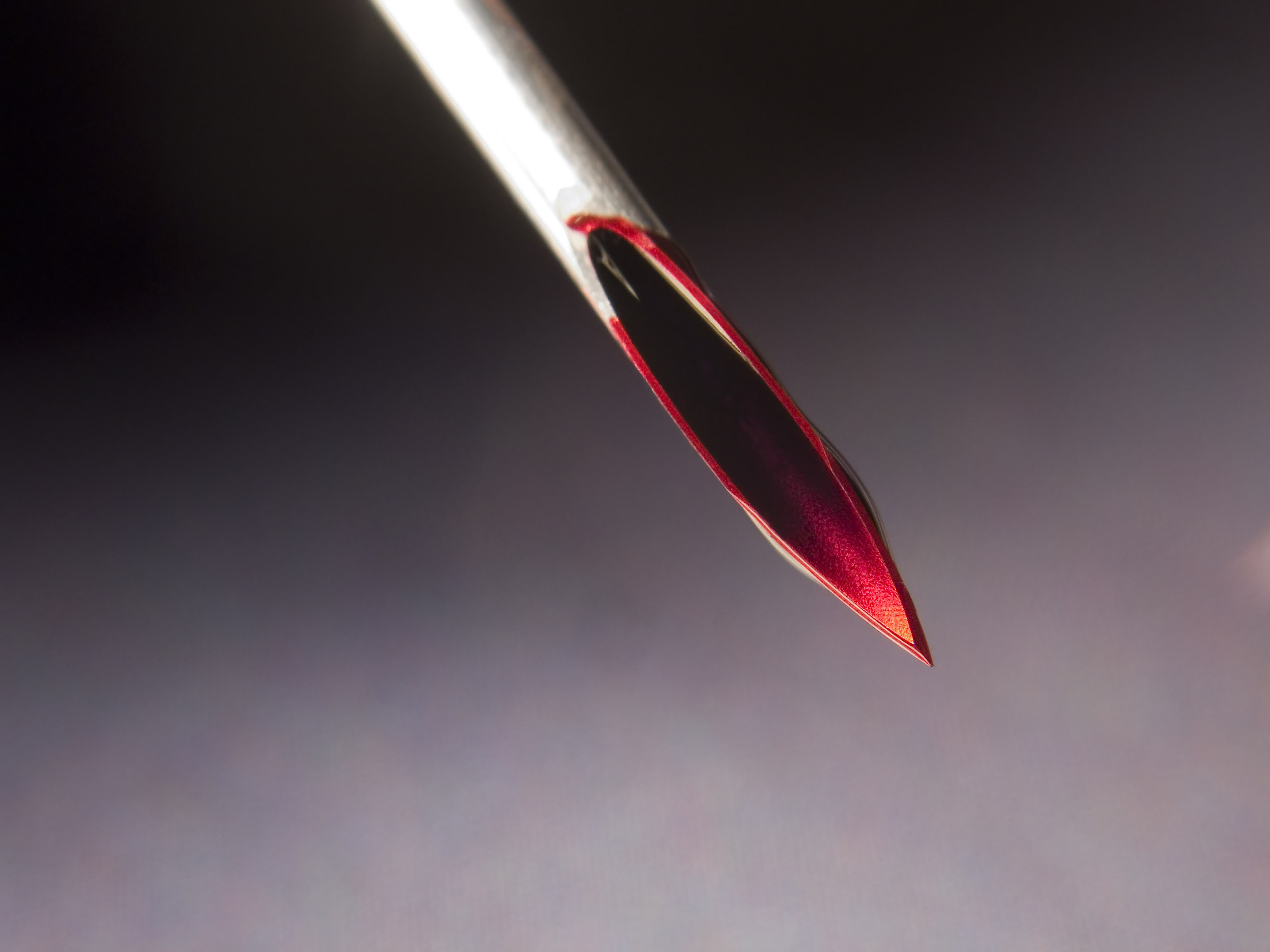
Angeschliffene Spitze einer Injektionsnadel
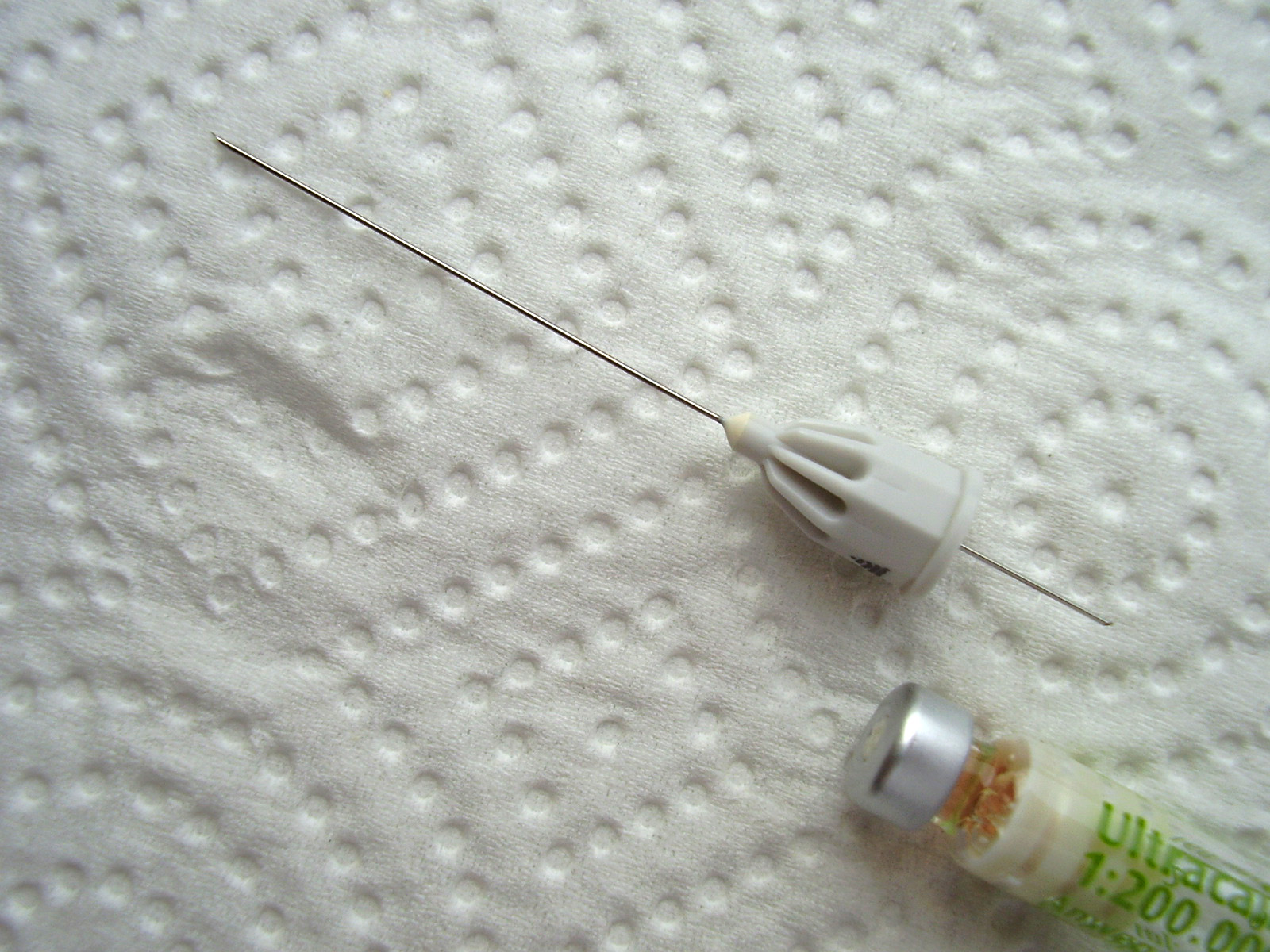
Injektionsnadel für Karpulenspritze
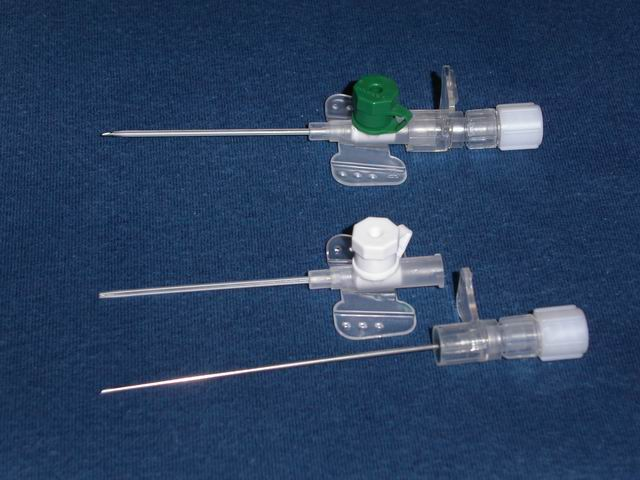
Nadel für Venenkatheter

### Operationsnadel

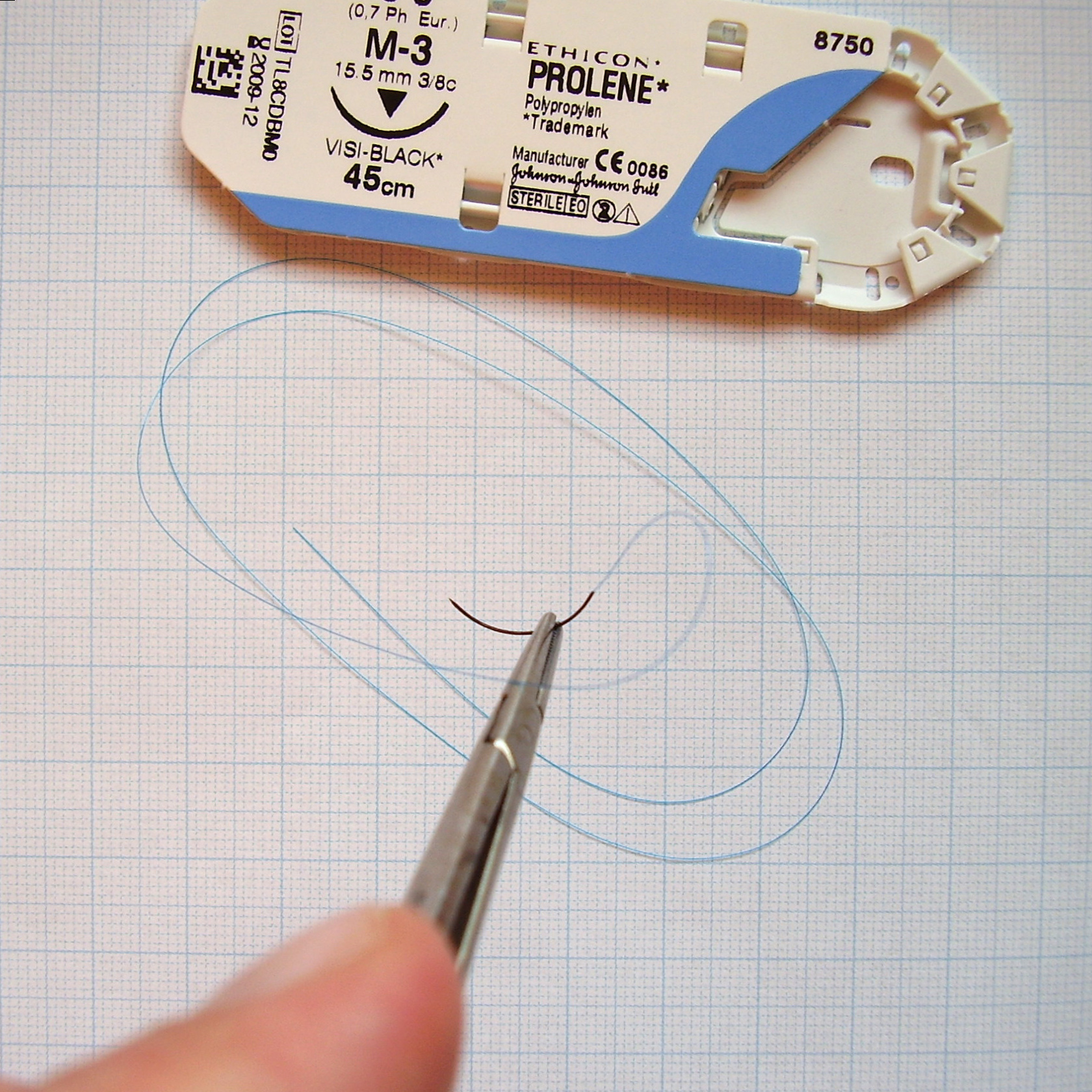
Atraumatische chirurgische Nadel

Als Operationsnadeln werden meist halbrund gebogene Nadeln verwendet. Bis zur Einführung atraumatischer Nadeln (s. u.) gab es nur chirurgische Nadeln mit Patentnadelöhr, bei denen der gespannte Faden unter Druck in das von hinten offene Nadelöhr eingespannt wurde, ohne ihn mühsam einfädeln zu müssen. Dieses Patentnadelöhr hat elastisch federnde Seitenwände mit einer Art Widerhaken, die das Herausgleiten des einmal eingespannten Fadens verhindern.
Um den Stichkanal bei der chirurgischen Wundnaht so klein wie möglich zu halten, wurde die atraumatische (nicht verletzende) chirurgische Nadel erfunden. Bei ihr ist der chirurgische Faden während der Fabrikation in das Ende der Nadel derart eingefügt worden, dass der Übergang zum Faden ohne Kaliberschwankung resultiert und der Faden den Stichkanal völlig ausfüllt. Nachteilig erscheint die fehlende Möglichkeit einen neuen Faden einspannen zu können, weil atraumatische Nadelfadenkombinationen ausschließlich Einwegmaterial sind. Sie werden (naturgemäß mit dem Faden) steril verpackt angeboten. Ein instrumenteller Knoten (mit dem Nadelhalter) ermöglicht einen sparsamen Verbrauch. Auf der Verpackung ist die Größe und Krümmung der Nadel als Bruch eines Vollkreises (z. B. 3/8) angegeben oder in Originalgröße abgebildet, meist auch eine Darstellung des Nadelquerschnitts.

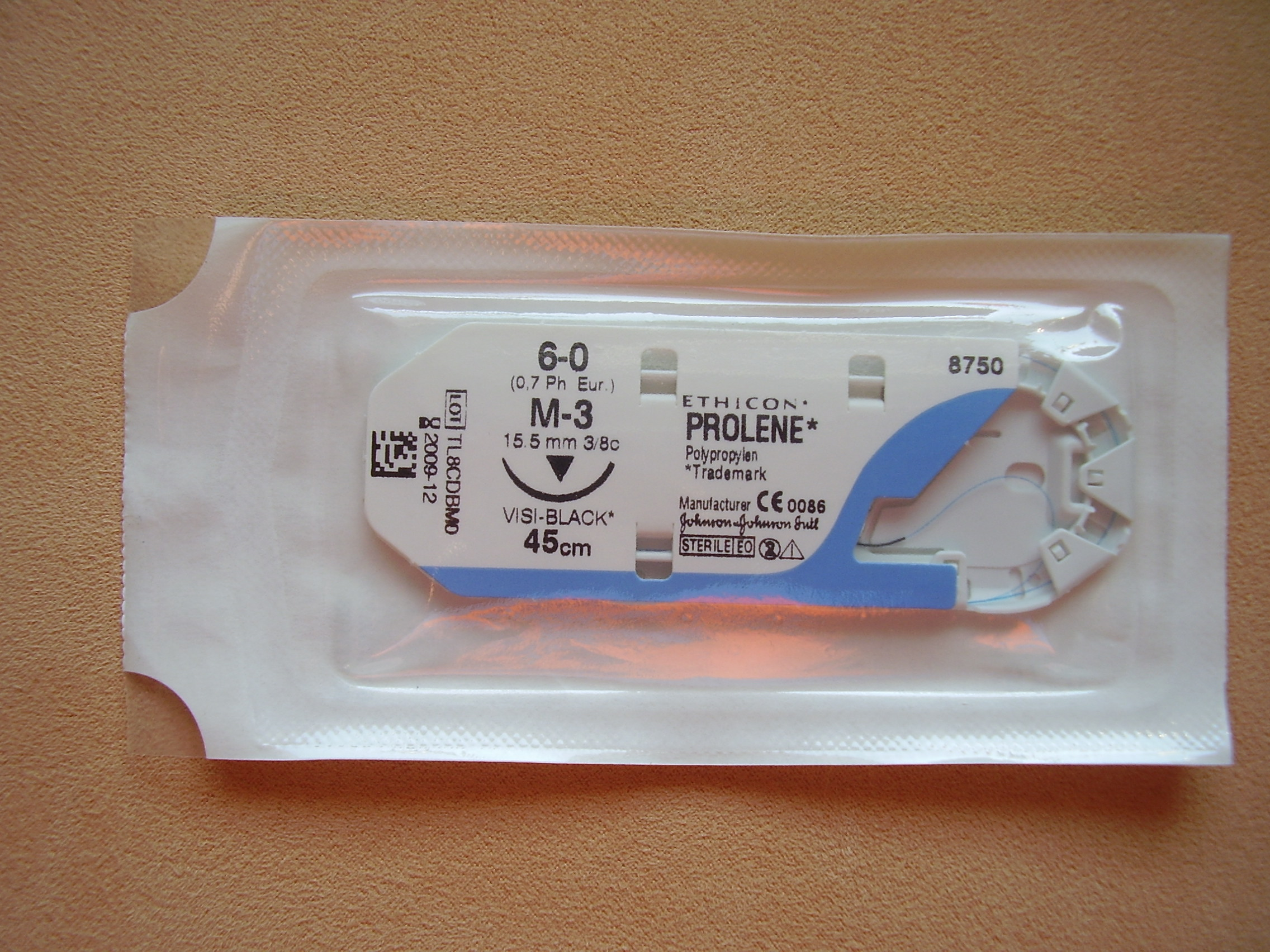
Steril verpacktes atraumatisches chirurgisches Nahtmaterial; Nadelform und Querschnitt aufgedruckt

Der Querschnitt der chirurgischen Nadeln ist je nach Verwendung dreieckig oder kreisrund. Nadeln, mit denen die äußere Haut durchstochen werden soll, haben einen (drei)eckigen Querschnitt, weil angeschliffene Kanten besser durch die relativ feste Haut „schneiden“. Oft ist auch nur das vordere Drittel der Nadel, im Bereich der Nadelspitze, dreieckig und der übrige Teil hat einen kreisrunden Querschnitt. Nadeln zum Nähen von inneren Organen haben einen runden Querschnitt, damit beim Führen der Nadel durch das Gewebe selbiges nicht einschneidet. Das Nähen mit gebogenen Nadeln im Nadelhalter bedarf Übung, weil die Nadel auf einer Kreisbahn bewegt werden muss, die ihrem Krümmungsradius entspricht. Wird eine unangepasste Schubbewegung ausgeführt, kann sich die Nadel bestenfalls verbiegen oder die Nadel durchschneidet das Gewebe.
Milde Überbeanspruchung einer guten Nadel wird durch deren Elastizität kompensiert, spröde Nadeln brechen beim Gebrauch schnell.
In die Mikrochirurgie und für ophthalmologische Operationen werden besonders kleine Nadeln, sogenannte mikrochirurgische Nadeln, verwendet.
In der Zahnmedizin werden zum Nähen der Papillenspitzen (Parodontal-Chirurgie; Zahnfleischrandschnitt für Wurzelspitzenresektionen) gelegentlich auch gerade Nadeln verwendet.

### Akupunkturnadeln
Akupunkturnadeln werden seit langer Zeit in der sogenannten traditionellen chinesischen Medizin eingesetzt. Sie bestehen aus der eigentlichen, spitzen und langen Nadel und einem Griff.
Akupunkturnadeln werden meist aus korrosionsfreiem, medizinischem Edelstahl hergestellt. Die Art und Form der Griffe ist sehr vielfältig. Die meistverbreitete Art sind der Kupferwendelgriff und der Kunststoffgriff. Es gibt aber auch Akupunkturnadeltypen mit Aluminiumröhrchen- und Silberwendelgriffen.
Zum Einsatz kommen sowohl klassische unbeschichtete Akupunkturnadeln, wie sie in China in aller Regel verwendet werden, als auch silikonbeschichtete Nadeln, die in westlichen Ländern stark verbreitet sind. Die Beschichtung verringert den Einstichwiderstand.
Die Größenvielfalt variiert je nach Type und Hersteller, wobei Akupunkturnadeln mit Kupferwendelgriff einen Durchmesser von 0,16 mm bis 0,35 mm und eine Länge von bis zu 100 mm besitzen können.

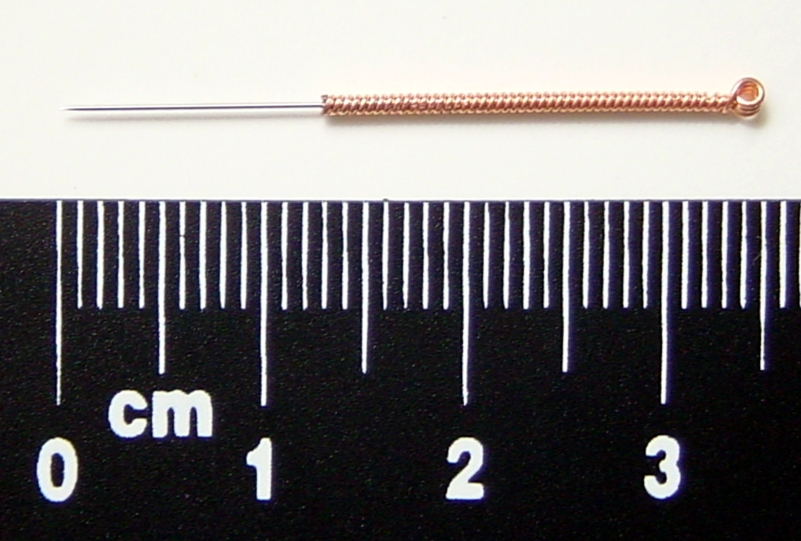
Akupunkturnadel
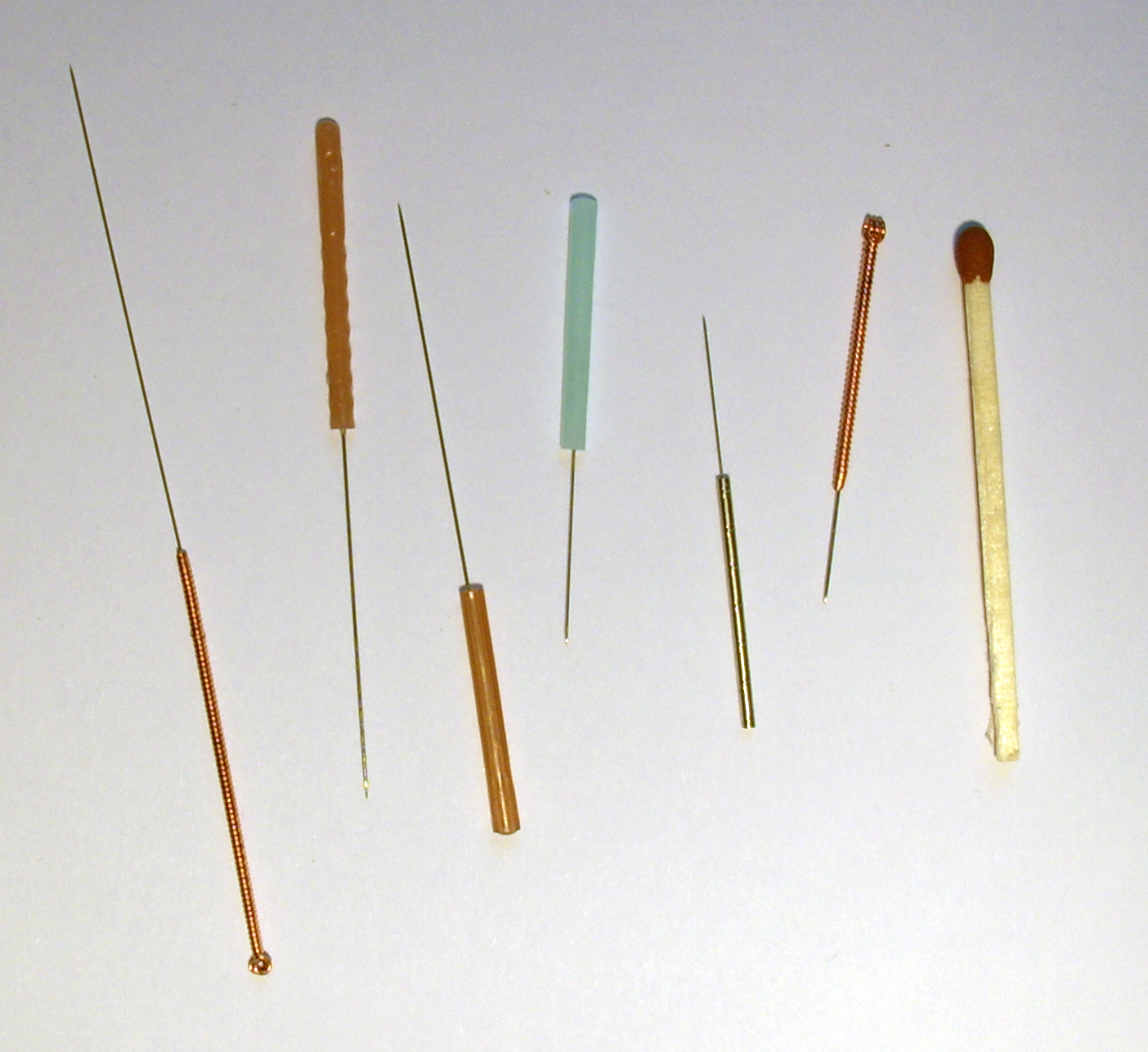
Größenvergleich von Akupunkturnadeln mit einem Streichholz
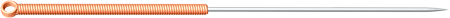
Akupunkturnadel mit traditionellem Kupferwendelgriff

## Weitere Verwendungen

### Historisch
Die Entwicklung zur schmückenden Nadel setzte in der Bronzezeit ein, in der sie in zahlreichen Formen vorkommt, von beiden Geschlechtern getragen hielt sie als Grabbeigabe das Totengewand zusammen. Für den Alltagsgebrauch zum Zusammenhalt der Überwurfkleidung wurde sie zur Fibel weiterentwickelt, die nach dem System einer Sicherheitsnadel geschlossen werden kann und so ein Herausrutschen der Fibel aus der Kleidung verhindert.
In Hasanlu wurden lange Nadeln verwendet, um das Leichentuch zusammenzuhalten, besonders bei weiblichen Bestattungen.
Nadeln wurden vor dem Aufkommen der Büroklammer verwendet, um Papierblätter mittels zweimaligem Durchstechen zusammenzuheften.

### Nadeln beim Fischfang
Zum Auffädeln von Ködern auf die Angelschnur wird eine ca. 20 cm lange Nadel mit aufklappbarem/aufbiegbarem Öhr verwendet. Diese Öhr gestattet das Einhängen des mit einer Schlaufe versehenen Vorfachs. Die Angelmethode des „Pödderns“ verlangt zwingend nach einer Ködernadel.

### Nadeln in der Technik
- Magnetnadel, siehe Kompass
- Plattennadel, siehe Plattenspieler und Tonabnehmer.
- Tachonadel, siehe Tachometer
- Druckernadel, siehe Nadeldrucker
- Druckluftnadler

### Weitere Nadeln
- Felsnadel
- Filznadel
- Fokkernadel
- Gewandnadel
- Ledernadel
- Packnadel
- Prickelnadel
- Radiernadel
- Räumnadel
- (An-)Reißnadel
- Rouladennadel (für die Zubereitung von Rouladen; siehe auch Wickeln (Kochen))
- Spicknadel
- Tannennadel, siehe Tannen
- Zitternadel